# Reino Unido en los Juegos Paralímpicos de Tel Aviv 1968
El Reino Unido estuvo representado en los Juegos Paralímpicos de Tel Aviv 1968 por un total de 74 deportistas, 50 hombres y 24 mujeres.

## Medallistas
El equipo paralímpico británico obtuvo las siguientes medallas:
| Nombre                     | Deporte                       | Evento                                           |
| -------------------------- | ----------------------------- | ------------------------------------------------ |
| Oro                        |                               |                                                  |
| Carol Bryant               | Atletismo                     | 60 m silla de ruedas C femenino                  |
| Carol Bryant               | Atletismo                     | Eslalon C femenino                               |
| M. Gibbs                   | Atletismo                     | Pentatlón incompleto femenino                    |
| V. Forder                  | Atletismo                     | 60 m silla de ruedas B femenino                  |
| V. Forder                  | Atletismo                     | Pentatlón completo femenino                      |
| Gwen Buck                  | Bolos sobre hierba            | Individual femenino                              |
| Gwen Buck J. Laughton      | Bolos sobre hierba            | Dobles femenino                                  |
| Easton G. Monoghan         | Bolos sobre hierba            | Dobles masculino                                 |
| Equipo                     | Esgrima en silla de ruedas    | Florete por equipos femenino                     |
| T. Palmer                  | Halterofilia                  | Peso medio masculino                             |
| V. Forder                  | Natación                      | 50 m braza completa clase 3 femenino             |
| V. Forder                  | Natación                      | 50 m espalda completa clase 3 femenino           |
| V. Forder                  | Natación                      | 50 m libre completa clase 3 femenino             |
| Bellamy                    | Natación                      | 50 m braza clase 5 (cauda equina) femenino       |
| Bellamy                    | Natación                      | 50 m espalda clase 5 (cauda equina) femenino     |
| Gwen Buck                  | Natación                      | 25 m espalda incompleta clase 2 femenino         |
| Ingrams                    | Natación                      | 50 m espalda incompleta clase 1 femenino         |
| Karen Hill                 | Natación                      | 50 m espalda incompleta clase 3 femenino         |
| M. Gibbs                   | Natación                      | 75 m estilos clase abierta femenino              |
| D. Ellis                   | Natación                      | 25 m braza completa clase 2 masculino            |
| D. Ellis                   | Natación                      | 25 m espalda completa clase 2 masculino          |
| Britton                    | Natación                      | 25 m libre incompleta clase 2 masculino          |
| W. Thornton                | Natación                      | 50 m braza completa clase 3 masculino            |
| Michael Shelton            | Snooker                       | Clase abierta masculino                          |
| P. Lyall                   | Tenis de mesa                 | Individual B masculino                           |
| S. Bradshaw Taylor         | Tenis de mesa                 | Dobles A2 masculino                              |
| Carol Bryant Barnard       | Tenis de mesa                 | Dobles C femenino                                |
| Ruth Brooks                | Tiro con arco                 | Ronda St. Nicholas clase cervical femenino       |
| Nicholson                  | Tiro con arco                 | Ronda St. Nicholas cervical masculino            |
| Plata                      |                               |                                                  |
| Marr                       | Atletismo                     | Disco A femenino                                 |
| Marr                       | Atletismo                     | Maza A femenino                                  |
| J. Swann                   | Atletismo                     | 60 m novel B femenino                            |
| Russ Scott                 | Atletismo                     | Jabalina D masculino                             |
| Clark                      | Atletismo                     | Pentatlón incompleto masculino                   |
| Britton                    | Bolos sobre hierba            | Individual masculino                             |
| R. Rowe                    | Halterofilia                  | Peso pesado masculino                            |
| Carol Bryant               | Natación                      | 100 m braza clase abierta femenino               |
| Britton                    | Natación                      | 25 m braza incompleta clase 2 masculino          |
| B. Dickinson               | Natación                      | 50 m braza completa clase 4 masculino            |
| A. West                    | Natación                      | 25 m espalda completa clase 1 masculino          |
| D. Ellis                   | Natación                      | 25 m libre completa clase 2 masculino            |
| W. Thornton                | Natación                      | 50 m libre completa clase 3 masculino            |
| Watts                      | Natación                      | 100 m libre clase abierta masculino              |
| Carol Bryant               | Tenis de mesa                 | Individual C femenino                            |
| Ruth Brooks Levers         | Tenis de mesa                 | Dobles A2 femenino                               |
| Gwen Buck Masham           | Tenis de mesa                 | Dobles B femenino                                |
| P. Lyall G. Monoghan       | Tenis de mesa                 | Dobles B masculino                               |
| Potter J. Robertson Slough | Tiro con arco                 | Ronda FITA por equipos clase abierta masculino   |
| Potter J. Robertson Slough | Tiro con arco                 | Ronda Albion por equipos clase abierta masculino |
| Bronce                     |                               |                                                  |
| Carol Bryant               | Atletismo                     | Pentatlón incompleto femenino                    |
| Dick Thompson              | Atletismo                     | 100 m A masculino                                |
| Dick Thompson              | Atletismo                     | Jabalina A masculino                             |
| Taylor                     | Atletismo                     | Pentatlón incompleto masculino                   |
| Equipo                     | Baloncesto en silla de ruedas | Torneo masculino                                 |
| Haynes                     | Esgrima en silla de ruedas    | Florete individual femenino                      |
| Equipo                     | Esgrima en silla de ruedas    | Florete por equipos masculino                    |
| Equipo                     | Esgrima en silla de ruedas    | Espada por equipos masculino                     |
| S. Jones                   | Natación                      | 25 m espalda completa clase 2 femenino           |
| Bellamy                    | Natación                      | 50 m libre clase 5 (cauda equina) femenino       |
| M. Gibbs                   | Natación                      | 100 m libre clase abierta femenino               |
| Britton                    | Natación                      | 25 m espalda incompleta clase 2 masculino        |
| W. Thornton                | Natación                      | 50 m espalda completa clase 3 masculino          |
| Kinsella                   | Natación                      | 50 m espalda incompleta clase 4 masculino        |
| A. West                    | Natación                      | 25 m libre completa clase 1 masculino            |
| Equipo                     | Natación                      | 3 × 50 m estilos clase abierta femenino          |
| G. Monoghan                | Tenis de mesa                 | Individual B masculino                           |
| Masham                     | Tenis de mesa                 | Individual B masculino                           |
| Finnegan J. Swann          | Tenis de mesa                 | Dobles B femenino                                |
| S. Bradshaw                | Tiro con arco                 | Ronda St. Nicholas cervical masculino            |